# Pachyserica albosignata
Pachyserica albosignata är en skalbaggsart som beskrevs av Moser 1915. Pachyserica albosignata ingår i släktet Pachyserica och familjen Melolonthidae. Inga underarter finns listade i Catalogue of Life.